# Karahallı (Uşak)
Karahallı ist eine Stadt in der türkischen Provinz Uşak und Hauptort des gleichnamigen Landkreises. Die Stadt liegt 65 km südlich der Provinzhauptstadt Uşak. Laut Stadtsiegel erhielt der Ort 1907 den Status einer Gemeinde (Belediye).

## Landkreis
Der Landkreis liegt im Südosten der  Provinz. Er grenzt im Norden an den Kreis Sivaslı und den zentralen Landkreis (Merkez) Uşak sowie im Westen an den Kreis Ulubey. Im Süden und Westen bildet die Provinz Denizli die Grenze. Karahalli hat die geringste Bevölkerung und die kleinste Fläche unter allen sechs Landkreisen der Provinz, die Bevölkerungsdichte (30,4) liegt unter der Hälfte der Provinzdichte von 66,5 Einw. je km². Der Anteil der urbanen Bevölkerung beträgt 57,03 Prozent.
Der Kreis wurde 1953 gebildet und besteht neben der Kreisstadt aus 13 Dörfern (Köy), von denen fünf mehr Einwohner als der Durchschnitt hat (332). Die Palette der Einwohnerzahlen reicht von 745 (Külköy) herab bis auf 70. Die ehemaligen Dörfer Buğdaylı (602) und Karbasan (2017: 1310 Einw.) sind seit 2018 Mahalle der Kreisstadt.